# المثلية الجنسية في الرياضات الحديثة
تُعدّ مجتمعات المثليين والمثليات ومزدوجي الميل الجنسي والمتحولين والمتحولات جنسيًا والكوير وغيرهم من غير المغايرين جنسيًا أو جندريًا (LGBTQ+) حاضرة في الرياضات حول العالم.
برز عدد من الرياضيين المثليين الذين أفصحوا علنًا عن ميولهم، مثل جون كاري، وبِلي جين كينغ، والملاكم أورلاندو كروز، وجيسون كولينز. ونظّم توم واديل في ثمانينيات القرن الماضي، الرياضي الأولمبي في رياضة العشاري، أول ألعاب للمثليين في مدينة سان فرانسيسكو. وتأسست منذ ذلك الحين، العديد من المؤسسات الرياضية الخاصة بمجتمع الميم عين، إلى جانب بطولات رياضية تُقام خصيصًا لهم.
وعلى الرغم من أن الاتجاه العام يتجه نحو مزيد من الانفتاح وقبول الرياضيين من مجتمع الميم عين، فإن درجة هذا القبول لا تزال تتفاوت تبعًا لعوامل مثل عمر الرياضي، وطبيعة الرياضة، والموقع الجغرافي. وبسبب ما تبقى من رهاب المثلية في بعض الأوساط الرياضية، ظهرت قضايا قانونية بارزة لمواجهة هذا التمييز.

## رياضيون بارزون من مجتمع الميم عين

### جون كاري
وُلد عام 1949، وكان متزلجًا فنيًا بريطانيًا حقق نجاحًا كبيرًا. فاز بالميدالية الذهبية في الألعاب الأولمبية الشتوية عام 1976 في إنسبروك بالنمسا بفضل أسلوبه المميز. وبعد يومين فقط من فوزه، أكد كاري في مقابلة صحفية خبر ميوله الجنسية، ليصبح من أوائل الحاصلين على ميدالية ذهبية أولمبية والذين يفصحون علنًا عن مثليتهم. ورغم ردود الفعل التي أثارتها تصريحاته، فاز بعد أقل من ثلاثة أسابيع بالميدالية الذهبية في بطولة العالم للتزلج الفني في مدينة غوتنبرغ، محققًا بذلك «الضربة الكبرى» عبر فوزه ببطولات أوروبا والألعاب الأولمبية والعالمية خلال أقل من خمسين يومًا. توفي كاري عن عمر يناهز 44 عامًا بعد صراع مع مرض الإيدز.

### بيلي جين كينغ
تُعد بيلي جين كينغ من أبرز لاعبات التنس في العالم، إذ وصلت إلى المركز الأول عالميًا في تصنيف اللاعبات المحترفات. ووفقًا للصحفية كاي كاي أوتيسن من صحيفة «واشنطن بوست»، تُعرف كينغ كأيقونة نسوية. وُلدت في كاليفورنيا عام 1943 وشاركت في البطولات الاحترافية خلال ستينيات وسبعينيات القرن الماضي. وبعد أكثر من عقد على انتهاء مسيرتها الرياضية، تم الكشف عن ميولها الجنسية كمثلية من قِبل شريكة سابقة، في وقت لم تكن قد أعلنت فيه ذلك على الملأ بعد. اتخذت كينغ وبعد هذا الكشف، موقفًا أكثر حزمًا في دعم حقوق المثليين، واستمرت في الدفاع عن المساواة بين الجنسين، لا سيما في ما يخص الأجور. ومنحها البيت الأبيض وسام الحرية الرئاسي في عام 2009، تكريمًا لدورها في النضال من أجل المساواة بين الجنسين، ولكونها رياضية ناجحة ومثلية الجنس علنًا.

### جيسون كولينز
وُلد جايسون كولينز عام 1978، وهو لاعب كرة سلة أمريكي شارك في البطولات الجامعية والاحترافية. لعب في دوري الجامعات الأمريكية من الدرجة الأولى (NCAA) مع جامعة ستانفورد، حيث نال لقب أفضل لاعب في فريق مؤتمر الـ Pac-10 لموسم 2000–2001. تم اختياره لاحقًا في الجولة الأولى من «درافت» الدوري الأميركي للمحترفين (NBA) ولعب 13 موسمًا في الدوري. أعلن كولينز عن ميوله كمثلي في عام 2013، في مقال نُشر بمجلة «سبورتس إليستريتد» كتبه بصيغة المتكلم بمساعدة صحفي، ليصبح رسميًا أول لاعب في تاريخ الدوري يفصح علنًا عن ميوله كمثلي الجنس. ورغم تعرضه لبعض الانتقادات، فإن كولينز تلقى دعمًا كبيرًا، وظهر على غلاف مجلة «تايم» ضمن قائمة أكثر 100 شخصية مؤثرة في العالم.

### مايكل سام
وُلد مايكل سام عام 1990، وهو لاعب كرة قدم أمريكي شارك في دوري الجامعات مع جامعة ميزوري. حصل سام في موسمه الأخير عام 2013، على لقب أفضل لاعب دفاعي في مؤتمر «SEC» الجنوبي الشرقي، كما تم اختياره ضمن التشكيلة المثالية للاتحاد الرياضي الجامعي. وصرّح سام علنًا بمثليته بعد انتهاء مسيرته الجامعية، في مقابلة مع قناة ESPN. وتم اختياره في أبريل 2014، في الجولة السابعة من «درافت» الدوري الوطني لكرة القدم الأمريكية (NFL) من قِبل فريق سانت لويس رامز، ليصبح بذلك أول رياضي مثلي الجنس علنًا يتم اختياره رسميًا للانضمام إلى الـNFL. وحصل في العام نفسه، على جائزة آرثر آش للشجاعة في حفل جوائز ESPYS لعام 2014، تكريمًا لإعلانه الجريء عن ميوله الجنسية قبل عملية الانتقاء. لكن استغنى عنه فريق الرامز خلال الجولة الأخيرة من تصفية التشكيلة، وأمضى بعدها فترة قصيرة ضمن الفريق التدريبي لفريق دالاس كاوبويز قبل أن يتم التخلي عنه أيضًا. ثم وقّع عقدًا مع فريق مونتريال ألويتس قبل انطلاق موسم 2015، ليصبح أول لاعب مثلي الجنس علنًا يشارك في مباراة رسمية في الدوري الكندي لكرة القدم (CFL)، إلا أنه غادر الدوري بعد تلك المباراة الوحيدة.

### ميغان رابينو
وُلدت ميغان رابينو عام 1985، وتُعد من أبرز لاعبات كرة القدم النسائية في العالم. فازت بكأس العالم للسيدات مع المنتخب الأمريكي مرتين، وحصلت في البطولة الثانية على جائزة الحذاء الذهبي والكرة الذهبية لأفضل لاعبة في البطولة. تعتبر ميغان مثلية الجنس علنًا، ومُنحت جائزة مجلس الإدارة من مركز لوس أنجلوس للمثليين والمثليات في عام 2013، تقديرًا لدورها الفعّال في دعم قضايا مجتمع الميم عين. تُعرف رابينو أيضًا بنشاطها البارز في مجالات أخرى مثل المساواة بين الجنسين ومناهضة التمييز العنصري.

## رُهاب المثلية في ثقافة الرياضة

### الخلفية
تُعدّ المعيارية المغايرة المنظور السائد في ثقافة الرياضة، من الرياضات الاحترافية وحتى رياضات الأطفال. وغالبًا ما يُؤخذ هذا التفكير الإقصائي إلى أقصى حدوده في الثقافة الرياضية، مما يؤدي إلى تمجيد مفاهيم الذكورة المهيمنة (hegemonic masculinity). وقد أظهر الباحث أرند كروغر أن تاريخ المثلية في الرياضة يرتبط ارتباطًا وثيقًا بتاريخ الرياضة نفسه منذ العصور القديمة. أدى انتشار التفكير الغيري المهيمن في الرياضة إلى نشوء ثقافة غير متسامحة مع المثلية الجنسية، وقد تم توثيق هذه النظرة خاصةً في الرياضات التي يمارسها المراهقون. ففي دراسة حديثة أجراها داني أوزبورن وويليام إي. واغنر الثالث، تبيّن أن الذكور المراهقين الذين يشاركون في الرياضات الشعبية مثل كرة القدم الأمريكية وكرة السلة والبيسبول، هم أكثر ميلًا لتبنّي مواقف رُهاب المثلية مقارنة بأقرانهم الآخرين. صرّح ثلاثة رياضيين في عام 1995، (من دوري كرة القدم الأمريكية، ودوري كرة السلة للمحترفين، وألعاب القوى) لمجلة The Advocate بأن أكثر ما يخشونه هو رد فعل زملائهم في الفريق، وليس الإعلام. وفي دراسة أُجريت عام 2009 عن الصحة النفسية للمراهقين ذوي الميول المثلية في الولايات المتحدة، وجدت الباحثتان ليندسي ويلكنسون وجينيفر بيرسون أن انخفاض تقدير الذات وارتفاع معدلات الاكتئاب بين هؤلاء المراهقين يرتبطان بانتشار رياضة كرة القدم الأمريكية في المدارس الثانوية.
كما توصّل الباحثان سارتوري وكونينغهام إلى نتائج مماثلة فيما يخص وصمة المدربين المثليين؛ إذ أظهرت دراستهم أن أولياء الأمور في المدارس الثانوية كانوا غير راغبين في أن يتولى تدريب أطفالهم أشخاص مثليون أو مثليات، كما أبدى بعض اللاعبين أنفسهم مواقف مماثلة تجاه الانضمام إلى فرق يقودها مدربون من مجتمع الميم عين. وسجّل مع ذلك، الباحثون في السنوات الأخيرة تزايدًا ملحوظًا في عدد الرياضيين المثليين الذين يعلنون ميولهم في مدارس الثانوية والجامعات. أما بالنسبة للرياضيات المثليات في الولايات المتحدة خلال الثمانينات والتسعينات، فقد كشف علماء الاجتماع عن وجود آليات تمييز اجتماعي صريحة وأخرى خفية. إلا أن رُهاب المثلية تراجع بشكل كبير خلال العقود الأخيرة، وأظهرت دراسات أُجريت في عام 2013 أن المواقف تجاه المثلية النسائية في الرياضة قد تحسّنت مقارنة بالأبحاث التي أجريت في منتصف التسعينات.